# Dario Ulrich
Dario Ulrich (Svitto, 12 marzo 1998) è un calciatore svizzero, difensore o centrocampista del Winterthur.

## Carriera

### Club
Cresciuto nel settore giovanile del Lucerna, nel 2017 Ulrich viene prestato al Winterthur, squadra della seconda divisione svizzera, con cui debutta anche tra i professionisti.
L'anno successivo, passa con la stessa formula al Kriens, sempre fra i cadetti, che successivamente, nel 2019, lo acquista a titolo definitivo.
Il 4 marzo 2021, viene annunciato il suo passaggio a titolo definitivo al Vaduz, squadra del Liechtenstein militante nella Challenge League, a partire dal 1º luglio seguente. Il 22 luglio seguente, il terzino debutta in una competizione europea, giocando da titolare nella partita persa per 2-1 contro l'Újpest, valida per il secondo turno delle qualificazioni alla UEFA Europa Conference League.
Il 18 agosto 2022, Ulrich segna il suo primo gol in Conference League nella gara di andata dei play-off contro la Rapid Vienna, conclusasi 1-1. Una settimana più tardi, il 25 agosto 2022, il Vaduz prevale per 1-0 in casa della formazione austriaca, diventando la prima squadra del Liechtenstein a raggiungere la fase a gironi di una coppa europea. Durante il suo periodo al Vaduz, il difensore contribuisce anche alla vittoria di due Liechtensteiner-Cup consecutive, nel 2022 e nel 2023.
Il 27 giugno 2023, Ulrich passa a titolo definitivo al Lucerna, in Super League, firmando un contratto biennale e tornando così al suo club d'origine.

### Nazionale
Ulrich ha giocato nelle nazionali giovanili svizzeri Under-15, Under-16 ed Under-17.

## Statistiche

### Presenze e reti nei club
Statistiche aggiornate al 27 maggio 2023.
| Stagione        | Squadra         | Campionato      | Campionato | Campionato | Coppe nazionali | Coppe nazionali | Coppe nazionali | Coppe continentali | Coppe continentali | Coppe continentali | Altre coppe | Altre coppe | Altre coppe | Totale | Totale |
| Stagione        | Squadra         | Comp            | Pres       | Reti       | Comp            | Pres            | Reti            | Comp               | Pres               | Reti               | Comp        | Pres        | Reti        | Pres   | Reti   |
| --------------- | --------------- | --------------- | ---------- | ---------- | --------------- | --------------- | --------------- | ------------------ | ------------------ | ------------------ | ----------- | ----------- | ----------- | ------ | ------ |
| 2017-2018       | Winterthur      | ChL             | 18         | 0          | CS              | 1               | 0               |                    | -                  | -                  |             | -           | -           | 19     | 0      |
| 2018-2019       | Kriens          | ChL             | 27         | 1          | CS              | 2               | 1               |                    | -                  | -                  |             | -           | -           | 29     | 2      |
| 2019-2020       | Kriens          | ChL             | 33         | 2          | CS              | 2               | 0               |                    | -                  | -                  |             | -           | -           | 35     | 2      |
| 2020-2021       | Kriens          | ChL             | 31         | 2          | CS              | 1               | 0               |                    | -                  | -                  |             | -           | -           | 32     | 2      |
| Totale Kriens   | Totale Kriens   | Totale Kriens   | 91         | 5          |                 | 5               | 1               |                    | -                  | -                  |             | -           | -           | 96     | 6      |
| 2021-2022       | Vaduz           | ChL             | 33         | 0          |                 | -               | -               | UECL               | 2                  | 0                  |             | -           | -           | 35     | 0      |
| 2022-2023       | Vaduz           | ChL             | 28         | 1          |                 | -               | -               | UECL               | 6+6                | 0+1                |             | -           | -           | 40     | 2      |
| Totale Vaduz    | Totale Vaduz    | Totale Vaduz    | 61         | 1          |                 | -               | -               |                    | 8+6                | 0+1                |             | -           | -           | 75     | 2      |
| Totale carriera | Totale carriera | Totale carriera | 170        | 6          |                 | 6               | 1               |                    | 14                 | 1                  |             | -           | -           | 190    | 8      |

## Palmarès

### Club

#### Competizioni nazionali
- Coppa del Liechtenstein: 3

Vaduz: 2021-2022, 2022-2023, 2023-2024